# ارتورینیو
ارتورینیو (انگلیسی: Arturzinho؛ زادهٔ ۱ سپتامبر ۱۹۵۲) بازیکن فوتبال اهل برزیل است.
از باشگاه‌هایی که در آن بازی کرده‌است می‌توان به باشگاه ورزشی واسکو دوگاما، باشگاه فوتبال بوتافوگو، باشگاه ورزشی اینترناسیونال، باشگاه فوتبال باهیا، باشگاه ورزشی فورتالزا، باشگاه ورزشی ویتوریا، باشگاه فوتبال کورینتیانس، و باشگاه فوتبال فلومیننزه اشاره کرد.